# Stammlager

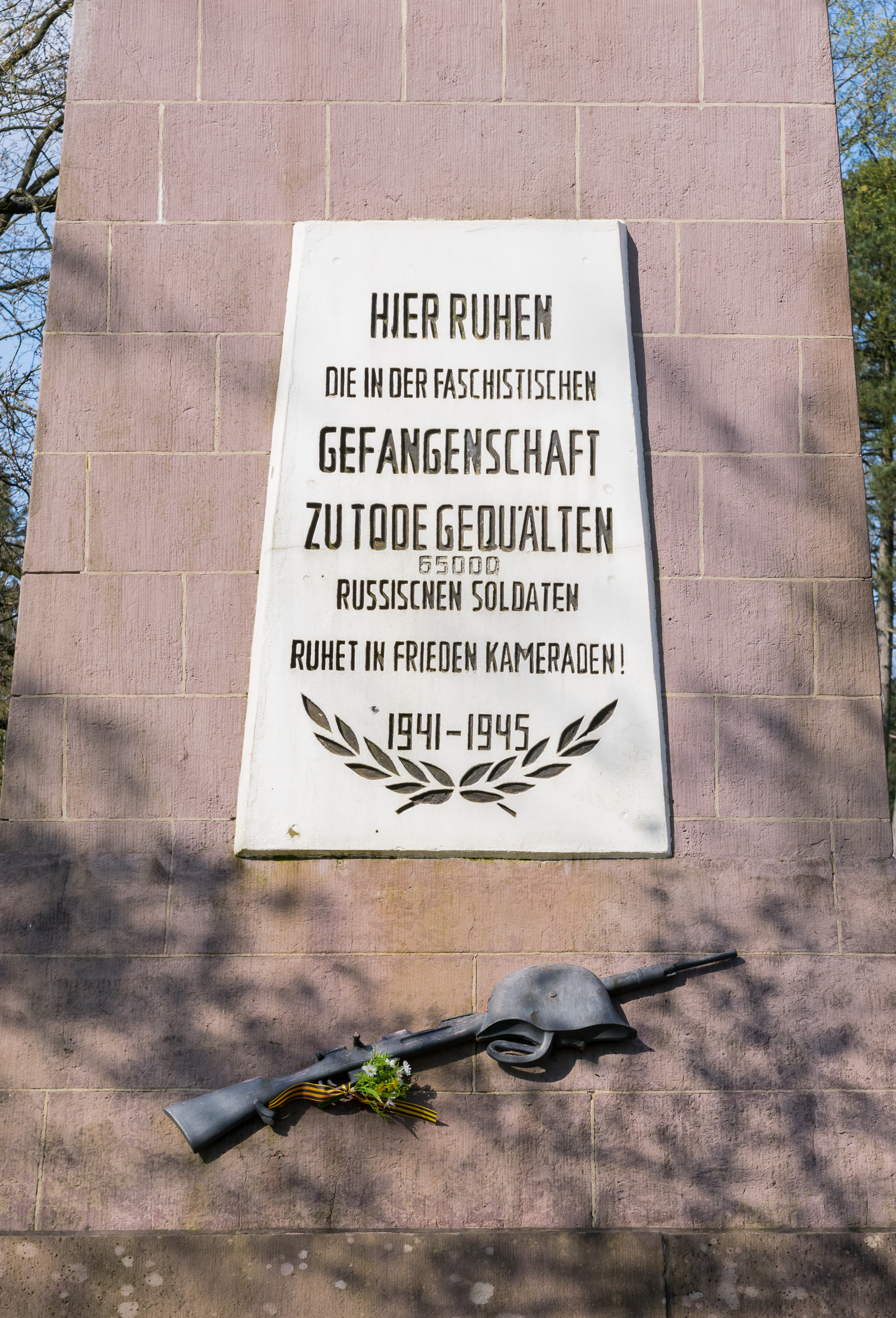
Gedenkstein für die 65.000 Ermordeten im Stalag 326 in Stukenbrock

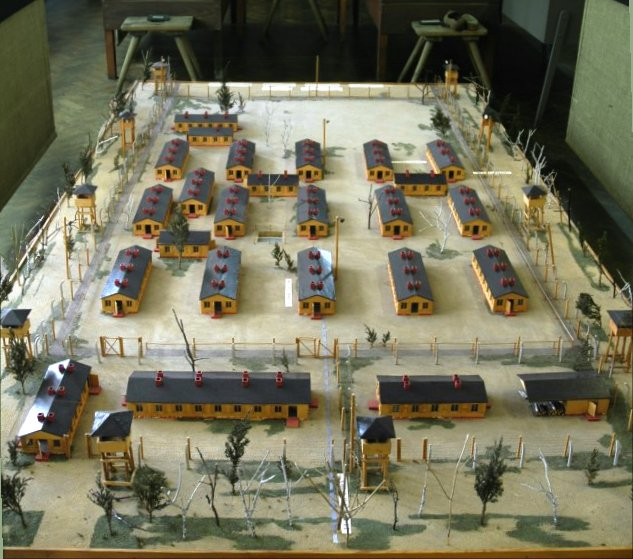
Stammlager Luft III im Modell

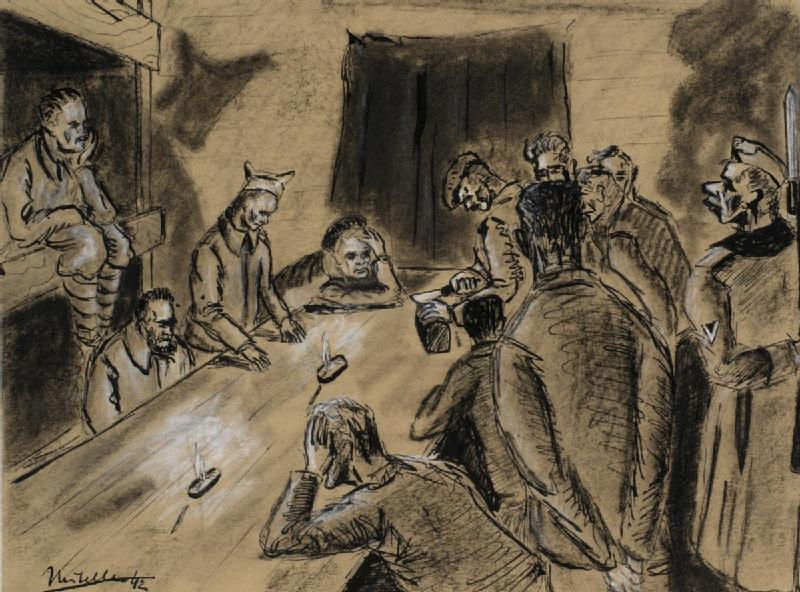
Zeichnung des Inneren einer Gefangenenunterkunft, 1942

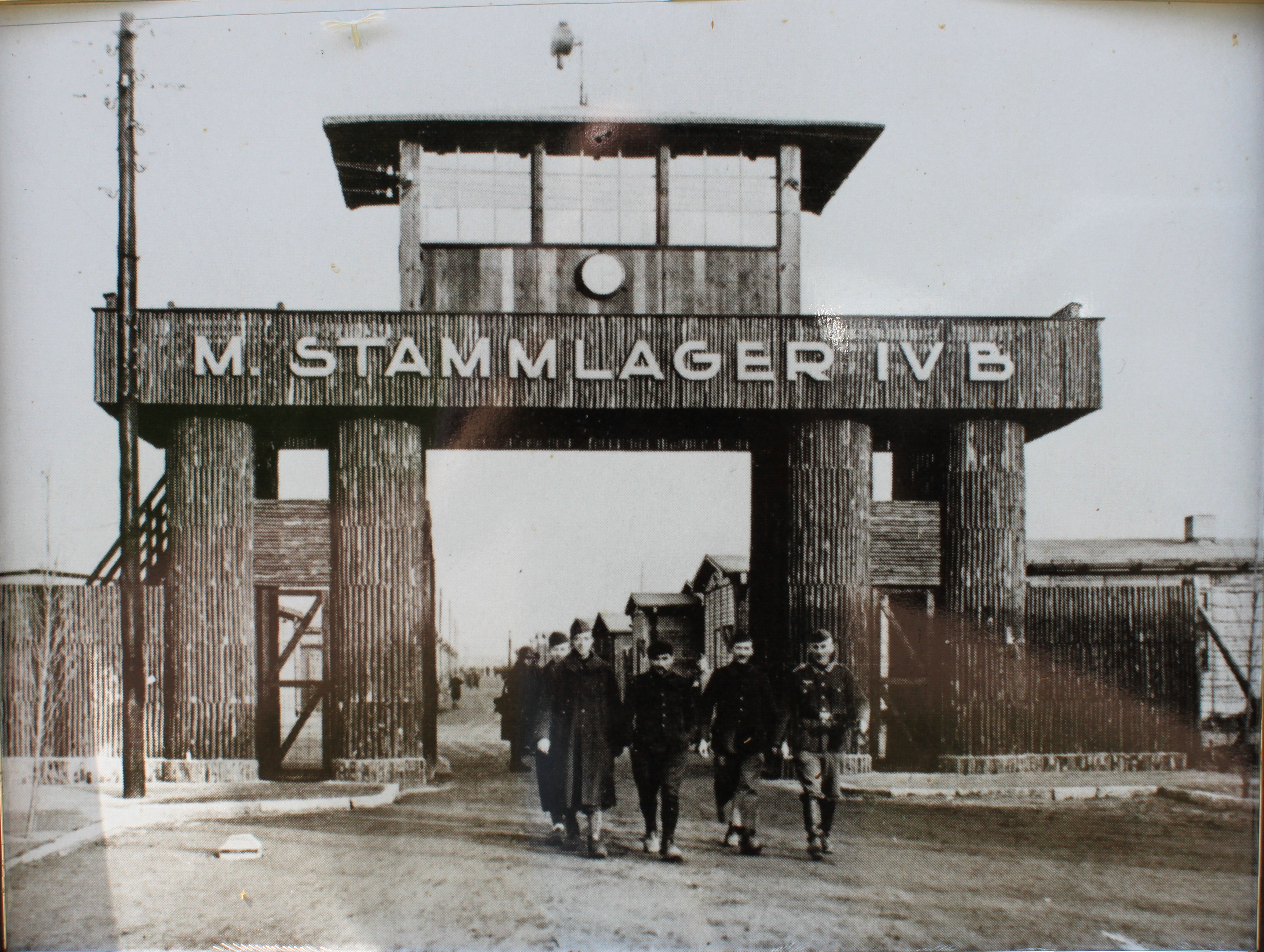
Lagertoreingang des Stammlagers IV B bei Mühlberg/Elbe

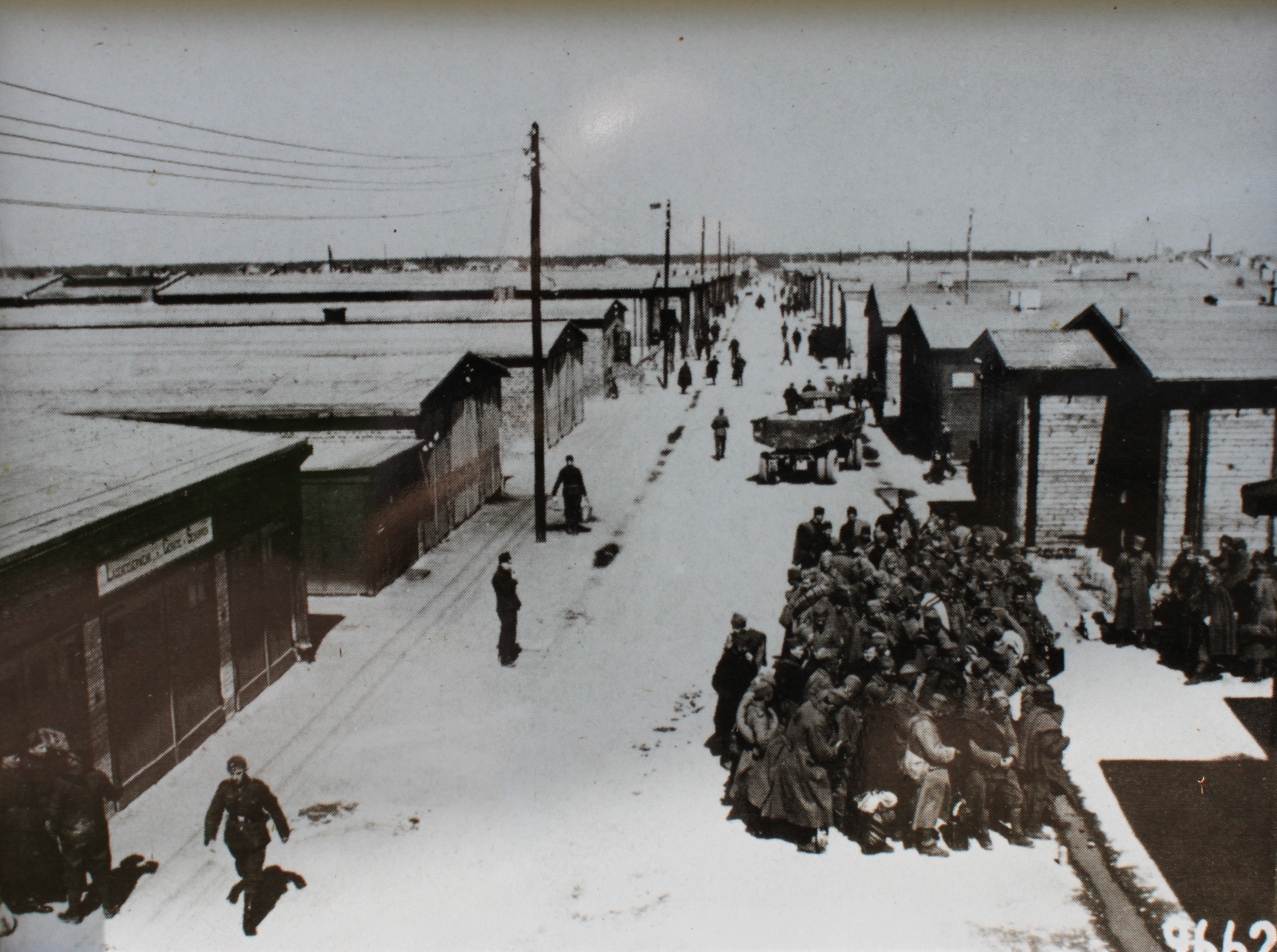
Blick über die Lagerstraße des Stammlagers IV B

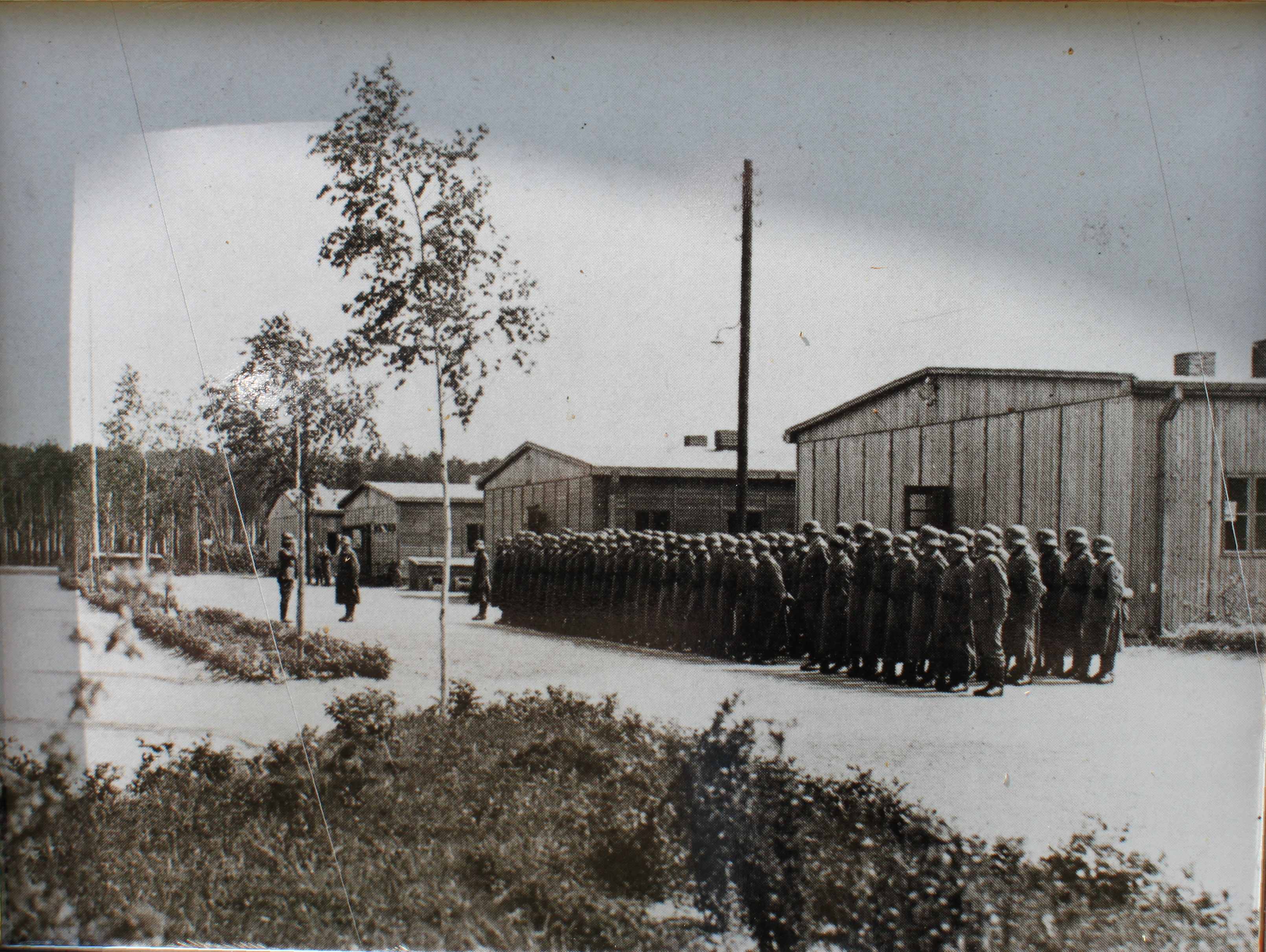
Appell der deutschen Wachmannschaften

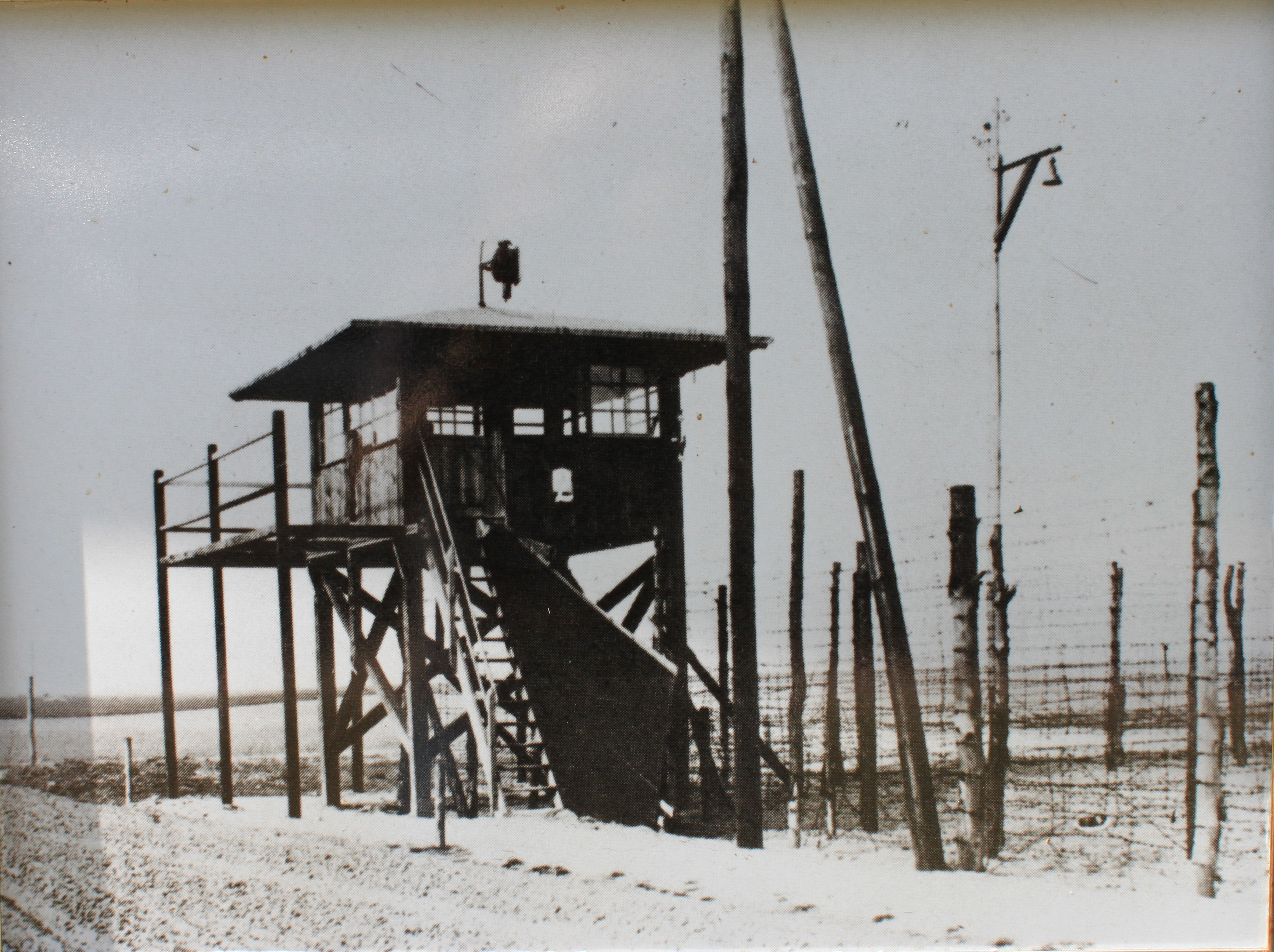
Wachturm

Stammlager (im militärischen Sprachgebrauch Stalag) war in den Weltkriegen in der ersten Hälfte des 20. Jahrhunderts eine Bezeichnung für größere Kriegsgefangenenlager, in denen die Kriegsgefangenen registriert und auf Arbeitskommandos verteilt wurden.
Der Begriff Stammlager wird auch im Zusammenhang mit deutschen Konzentrationslagern benutzt und bezeichnet dort die zentrale Verwaltungsstelle für weitere Konzentrationslager (Nebenlager).
In diesem Artikel wird auf eine häufige Verwendung des Begriffs Stammlager näher eingegangen, mit der man bestimmte deutsche Kriegsgefangenenlager des Zweiten Weltkriegs meint, die entsprechend der Heeres-Druckvorschrift H.Dv 38/5 vom 16. Februar 1939 von der Wehrmacht errichtet wurden.
Dabei sind Front-Stammlager (Frontstalag), die eigentlichen Mannschafts-Stammlager (Stalag) und die Stammlager Luft (Stalag Luft) zu unterscheiden.
In den Stammlagern fanden Massenmorde durch Angehörige der Wehrmacht, insbesondere an den sowjetischen Kriegsgefangenen statt.

## Humanitäres Völkerrecht
Die Heeres-Druckvorschrift 38/5 setzte in ihren einzelnen Teilen im Wesentlichen das Genfer Abkommen über die Behandlung der Kriegsgefangenen von 1929 um, dessen Signatarstaat auch das Deutsche Reich war. Während die Kriegsgefangenen der Westalliierten im Krieg in den Stammlagern dann auch tatsächlich zu weiten Teilen entsprechend behandelt wurden, wurde es nicht für Kriegsgefangene aus der Sowjetunion angewendet, die das Abkommen nicht unterzeichnet hatte.
Ursprünglich waren die Stammlager als Lager für Mannschaften und Unteroffiziere vorgesehen. Im Laufe des Krieges wurden aufgrund der steigenden Zahl an Gefangenen dann auch Offiziere, die zuvor – traditionell und gemäß der Haager Vereinbarung – stets von ihren Mannschaften getrennt in Oflags untergebracht waren, den Stammlagern zugeteilt.
Während des Zweiten Weltkriegs durften nur zwei internationale Organisationen die deutschen Lager für die Kriegsgefangenen aus westeuropäischen Ländern und dem Commonwealth inspizieren: das Internationale Komitee vom Roten Kreuz (IKRK) / International Red Cross Committee (IRCC) und der Christliche Verein Junger Menschen / Young Men’s Christian Association (CVJM/YMCA). Beide Organisationen bemühten sich mit unterschiedlichen Schwerpunkten um das Wohlergehen der Kriegsgefangenen.
In diesem Zusammenhang ist auch die Arbeit des YMCA-Delegierten Henry Söderberg hervorzuheben, der in mehreren Gefangenenlagern Tonaufnahmen machen durfte. Sie sollten dazu genutzt werden, in den Heimatländern der Gefangenen Spenden für deren Unterstützung zu sammeln; sie vermitteln aber immer noch authentische Eindrücke vom Leben in den Lagern.

## Kommandostruktur
Für das Kriegsgefangenenwesen im „Heimatkriegsgebiet“ und seine Stammlager war das Allgemeine Wehrmachtamt (AWA) unter der Leitung von General Hermann Reinecke im Oberkommando der Wehrmacht verantwortlich, für die Front-Stalags außerhalb der Grenzen des Deutschen Reiches das Oberkommando des Heeres. Am 25. September 1944 wurde das Kriegsgefangenenwesen dem Reichsführer SS Heinrich Himmler in seiner Eigenschaft als Befehlshaber des Ersatzheeres (BdE) unterstellt. Himmler ernannte den SS-Obergruppenführer und General der Waffen-SS Gottlob Berger zum Chef des Kriegsgefangenenwesens. Für die einzelnen Stalags hatte diese Änderung der Zuständigkeit jedoch nur eine geringe Bedeutung.

## Stammlager und Zwangsarbeit
Die Stammlager dienten als Durchgangsstationen für Kriegsgefangene in den Arbeitseinsatz in der Kriegswirtschaft, in Außenkommandos, Zechen und industriellen Betrieben aller Art. Sowjetische Gefangene und ebenso Kriegsgefangene der westlichen Alliierten wurden von hier aus weiterverteilt. Waren diese Kriegsgefangenen in den Betrieben infolge schlechter Behandlung, Überarbeitung und Hunger arbeitsunfähig geworden, wurden sie wieder in das Stammlager, meist in den dortigen Sani(täts)bereich, zurückgeschickt. Viele von ihnen, besonders die sowjetischen Kriegsgefangenen, starben daraufhin. Diejenigen, die zur Arbeit zurückkehrten, waren oft sehr geschwächt. Da ein erheblicher Arbeitskräftemangel bestand, gingen einige Betriebe dazu über, die Kriegsgefangenen ausreichend zu ernähren und so zu behandeln, dass ihre Arbeitskraft erhalten blieb und weiter ausgebeutet werden konnte, andere taten dies auch von Beginn an.
Schätzungsweise starben 3,3 Millionen Angehörige der Sowjetarmee in deutscher Gefangenschaft.

## Bezeichnung und Anzahl der Stammlager
Relativ dicht an der Front wurden die sogenannten Frontstammlager (Frontstalag) eingerichtet. Sie dienten der Registrierung der Kriegsgefangenen und ihrer Verschickung ins Reichsgebiet. Das Großdeutsche Reich war in insgesamt 17 Wehrkreise (WK) unterteilt. (WK XIV bis WK XVI und WK XIX fehlten, sodass die höchste Ziffer WK XXI war.) Während das Generalkommando des von einem Wehrkreis gestellten Armeekorps an der Front stand, blieb das Stellvertretende Generalkommando, auch als Wehrkreiskommando (WKKdo) bezeichnet, im Wehrkreis zurück und nahm dort die Geschäfte des Befehlshabers wahr. In diesen Wehrkreisen wurden nun die eigentlichen Stammlager (volle Bezeichnung: Kriegsgefangenen-Mannschafts-Stammlager) eingerichtet. Die Nummerierung der Stammlager erfolgte dem Wehrkreis entsprechend mit römischen Ziffern. Der Buchstabe hinter der Ziffer bezeichnete das Lager in aufsteigender Folge. Zum Beispiel war Stammlager III B in Fürstenberg (Oder) das zweite Stammlager im dritten Wehrkreis (WK III).
Stammlager außerhalb des Reichsgebietes hatten arabische Ziffern. Wenn diese Lager in das Reichsgebiet verlegt wurden, erhielten sie die gängige Wehrkreisbezeichnung, führten aber in Klammern auch weiterhin die arabischen Nummern. Auch innerhalb des Reichsgebietes wurden aus heute nicht mehr nachvollziehbaren Gründen arabische Nummern für einige Stalags vergeben.
Insgesamt wurden im Deutschen Reich und in den von Deutschland besetzten Gebieten 222 Stalags eingerichtet. Die Belegungsstärke der einzelnen Stammlager konnte zwischen 7.000 und über 70.000 Kriegsgefangenen variieren. Am 1. Januar 1944 wurden über 2.200.000 Kriegsgefangene in den Stammlagern festgehalten.
Neben den Front- und Mannschafts-Stammlagern gab es acht Stammlager-Luft (Stalag Luft), die dem Oberkommando der Luftwaffe unterstanden. In ihnen wurden sowohl Offiziere als auch Mannschaftsdienstgrade festgehalten.

## Juristische Aufarbeitung

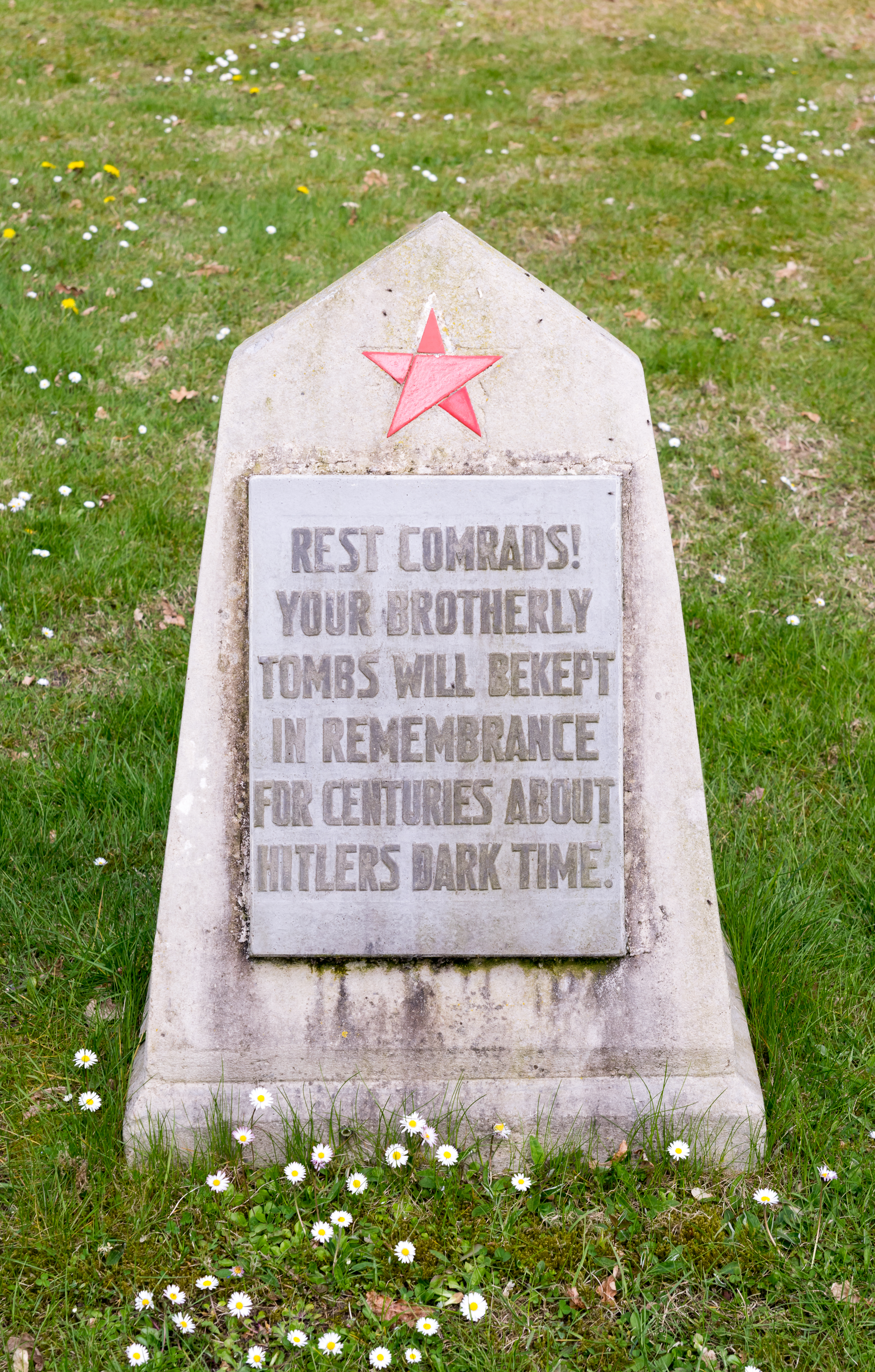
Stukenbrock Ehrenfriedhof Stalag 326 Grabstein für Massengrab

Im Februar 2021 teilte die Zentralen Stelle der Landesjustizverwaltungen zur Aufklärung von NS-Verbrechen mit, dass sie prüfen, ob die Rechtsprechung zum John-Demjanjuk-Urteil auch auf die Kriegsgefangenenlager der Wehrmacht erweitern werden kann und somit dortige noch lebende Wehrmachtaufseher ebenfalls angeklagt werden können.
Im August 2022 erhob die Staatsanwaltschaft Berlin Anklage gegen einen ehemaligen Wehrmachtssoldaten und mutmaßlichen Wachmann des Stalag 365 in Wladimir-Wolynsk (Ukraine) wegen Beihilfe zum Mord.

## Liste der Lager
- Liste der Kriegsgefangenenlager der Wehrmacht

## Weitere Kriegsgefangenenlager
Die Abkürzungen für verschiedene andere Arten von Kriegsgefangenenlagern:
- Dulag (Durchgangslager)
- Dulag Luft (Durchgangslager der Luftwaffe)
- Oflag (Offizierslager)
- Stalag Luft (Luftwaffe-Stammlager)
- Marlag (Marine-Lager)
- Milag (Marine-Internierten-Lager)
- Ilag (Internierungslager). Als Ilag wurde auch eine besondere Form der Internierungslager bezeichnet: Internierungslager für Zivilisten aus Ländern, mit denen sich Deutschland im Krieg befand, und die im jeweiligen Land von der Besetzung überrascht worden waren.[14]
- Heilag (Heimkehrerlager). „Zur Entlassung vorgesehene Kriegsgefangene wurden teilweise in Heimkehrerlagern (Heilag) zusammengefaßt, bevor sie in ihre Herkunftsländer überführt wurden. Dies war jedoch nicht zwingend erforderlich, da einerseits manche Lager über bestimmte als Heilag verwendete Teillager verfügten, anderseits zur Entlassung vorgeschlagene Kgf. auch direkt aus ihren Stalag / Oflag in die Heimat verschickt werden konnten. 12 Heilag konnten bislang festgestellt werden; von diesen befanden sich vier in Frankreich.“[15]

## Verwandte Themen
- Stalag 17 ist ein Film von Billy Wilder, der die Geschehnisse im berüchtigten Stammlager XVII B in Krems-Gneixendorf beschreibt. Nach diesem Film wurde auch das Reggae-Instrumentalstück Stalag 17 benannt, das später zu einem der bekanntesten Reggae-Riddims wurde (Stalag Riddim).
- Die Serie Ein Käfig voller Helden spielt in einem fiktiven Stalag 13, das sich in Anlehnung an das reale Stalag XIII C in der Nähe der Kleinstadt Hammelburg befindet.
- Als Stalags wird darüber hinaus eine bestimmte Sorte Groschenromane bezeichnet, die in den 1960er Jahren zur Zeit des Eichmann-Prozesses in Israel in großer Zahl in Umlauf kamen. Als pornographisches Subgenre der Holocaustliteratur handeln sie stereotyp von weiblichen SS-Offizieren, die sich sexuell an Gefangenen vergehen. Eine Auseinandersetzung mit diesem Phänomen leistet der Dokumentarfilm Pornografie & Holocaust des israelischen Regisseurs Ari Libsker (Israel 2007).[16]